# リチャード・フィッツパトリック (初代ゴーラン男爵)
初代ゴーラン男爵リチャード・フィッツパトリック（英語: Richard FitzPatrick, 1st Baron Gowran、1662年頃 – 1727年6月9日）は、イギリス海軍の軍人、アイルランド貴族。

## 生涯
ジョン・フィッツパトリック（John FitzPatrick）とエリザベス・バトラー（Elizabeth Butler、トマス・バトラーの娘）の次男として、1662年頃に生まれた。
フィッツパトリックはイギリス海軍に入隊、1687年5月14日に26門艦リッチモンドの艦長に、1688年5月24日にフリゲートのアシュランスに、1689年にラークに転じ、同年に北海を巡航した。1690年1月11日に4等艦セント・オールバンズに転じ、同年7月18日にレイム・ヘッドで4時間の海戦を経てフランス王国の36門フリゲートを拿捕した。1691年2月にはフランスのフリゲート2隻を座礁させ、護送船団のついた商船22隻のうち14隻を拿捕した。1696年7月、第3代ストラットンのバークリー男爵ジョン・バークリーの部下、70門艦バーフォードの艦長としてグロワ島を襲撃、成功を収めた。スペイン継承戦争が勃発すると80門艦ラネラに転じ、1702年のカディスの戦いとビーゴ湾の海戦に参戦した。その後、軍務から引退した。
1696年10月12日にウィリアム3世からアイルランドでの領地を与えられ、1715年4月27日、アイルランド貴族であるゴーランのゴーラン男爵に叙され、同年11月12日にアイルランド貴族院議員に就任した。
1727年6月9日に死去、21日に埋葬された。長男ジョンが爵位を継承した。

## 家族
1718年、メアリー・ロビンソン（Mary Robinson、サー・ジョン・ロビンソンの娘）と結婚、2男を儲けた。
- ジョン（1719年 – 1758年） - 第2代ゴーラン男爵、後に初代アッパー・オソリー伯爵に叙爵
- リチャード